# بطليموس الخامس

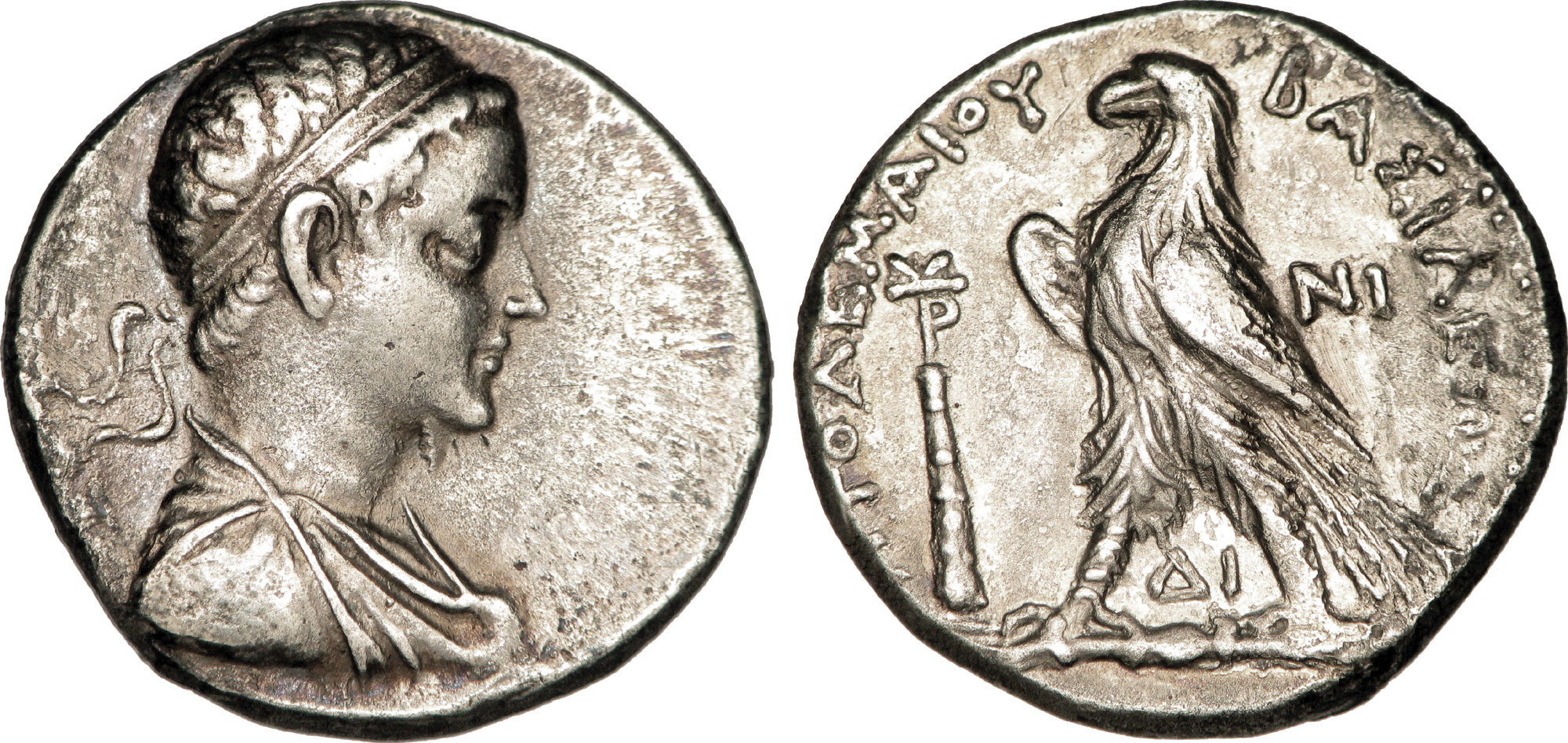
عملة معدنية عليها بطليموس الخامس.

بطليموس الخامس تولى العرش تحت لقب أبيفانس (الإله الظاهر) وكان لا يزال طفلاً في الخامسة من العمر فوضع تحت وصاية بعض الأمراء، فابتعدوا عن مهام الدولة الرئيسية واختلفوا مع بعضهم، وقد قامت انقسامات وصراعات داخلية في عهده أدت إلى حرب أهلية دموية في شوارع الإسكندرية . واستغل الملك السوري أنطيوخس الثالث هذه الفرصة للتدخل والاستيلاء على مصر والقضاء على أسرة البطالمة وضمها إلى أملاكه .عزز انطيوخس الثالث موقفه في سوريا واحتل فينيقيا (لبنان حاليا) وزحف بجيشه على مصر. وعندئذ تدخلت روما بالرغم من أنها كانت خارجة لتوها من حرب طاحنة مع قرطاج بقيادة هانيبال التي أنهكتها.

## عودة مصر للبطالمة
وقد اضطر ملك سوريا أنطيوخس أمام الموقف المتشدد لروما أن يكتفى بانتصاراته وضم البلاد التي استولى عليها خارج أراضي مصر إلا أنه قام بتزويج ابنته من بطليموس الخامس التي سميت فيما بعد بكليوبترا الأولى.

## حجر رشيد
توج بطليموس الخامس في عام 196 قبل الميلاد على مصر وكان مقر حكمه ممفيس ، وكانت تلك المناسبة هي الداعي لتشييد حجر رشيد ، الذي كتبه الكهنة باللغة المصرية القديمة الهيروغليفية والهراطيقية واليونانية القديمة تمجيدا له.

## اقرأ أيضا
- حجر رشيد